# Sphenomorphus murudensis
Espèce
Sphenomorphus murudensis est une espèce de sauriens de la famille des Scincidae.

## Répartition
Cette espèce est endémique de Bornéo. Elle se rencontre en Malaisie orientale et au Kalimantan en Indonésie.

## Étymologie
Son nom d'espèce, composé de murud et du suffixe latin -ensis, « qui vit dans, qui habite », lui est donné en référence au lieu de sa découverte, le mont Murud.

## Publication originale
- Smith, 1925 : On a collection of Reptiles and Amphibians from Mt. Murud, Borneo. Sarawak Museum Journal, vol. 3, p. 5-14 (texte intégral).